# Peterstown
Peterstown é uma cidade  localizada no estado norte-americano de Virgínia Ocidental, no Condado de Monroe.

## Demografia
Segundo o censo norte-americano de 2000, a sua população era de 499 habitantes.
Em 2006, foi estimada uma população de 494, um decréscimo de 5 (-1.0%).

## Geografia
De acordo com o United States Census Bureau tem uma área de
0,8 km², dos quais 0,8 km² cobertos por terra e 0,0 km² cobertos por água. Peterstown localiza-se a aproximadamente 676 m acima do nível do mar.

## Localidades na vizinhança
O diagrama seguinte representa as localidades num raio de 16 km ao redor de Peterstown.